# Дебеляново
Дебеляново (болг. Дебеляново) — село в Болгарии. Находится в Смолянской области, входит в общину Баните. Население составляет 21 человек.

## Политическая ситуация
Дебеляново подчиняется непосредственно общине и не имеет своего кмета.
Кмет (мэр) общины Баните — Райчо Стоянов Данаилов (инициативный комитет) по результатам выборов.